# Heliconia mutisiana
Heliconia mutisiana là một loài thực vật có hoa trong họ Heliconiaceae. Loài này được Cuatrec. mô tả khoa học đầu tiên năm 1935.

## Hình ảnh

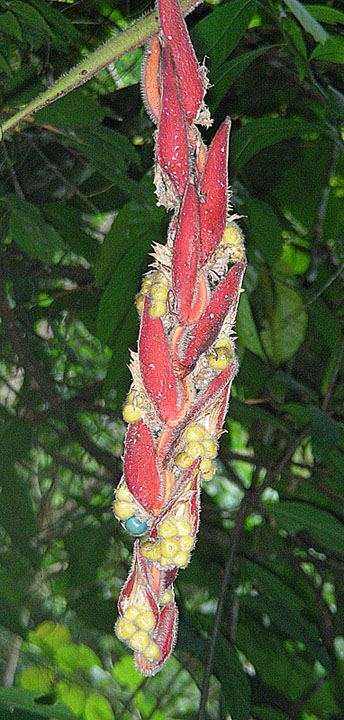